# Большое Григорово (Селивановский район)
Большое Григорово — деревня в Селивановском районе Владимирской области России, входит в состав Чертковского сельского поселения.

## География
Деревня расположена на берегу речки Кестромка в 22 км на северо-запад от центра поселения деревни Чертково и в 13 км на северо-восток от райцентра Красной Горбатки.

## История
В списках населённых мест Владимирской губернии 1859 года в деревне Больше-Григорово числилось 33 двора, имелась земская народная школа, учащихся в 1896 году было 35. 
В конце XIX — начале XX века деревня являлась центром Больше-Григоровской волости Судогодского уезда. В 1905 году в Больше-Григорово значилось 63 двора. 
С 1929 года деревня входила в состав Ильинского сельсовета Селивановского района, позднее в составе Селивановского сельсовета.

## Население
| 1859 | 1905 | 1926 | 2002 | 2010 | 2021 |
| ---- | ---- | ---- | ---- | ---- | ---- |
| 338  | ↗355 | ↘342 | ↘16  | ↘10  | ↘8   |